# Mikael Martin
Mikael (Mike) Martin (Leiden, 15 november 1967) is een Nederlands acteur en toneelregisseur.
Martin speelde in 1985 de hoofdrol in de jeugdserie Bas-Boris Bode. Na de havo volgde hij een opleiding aan de Toneelacademie Maastricht. Hij is vooral actief in het theater, als acteur en regisseur. Hij speelde daarnaast ook gastrollen in een aantal televisieprogramma's, zoals in Zonder Ernst (1992), Onderweg naar Morgen (1994) en Kees & Co (1997)